# غاري روبسون
غاري روبسون (بالإنجليزية: Gary Robson)‏ (6 يوليو 1965 في المملكة المتحدة - ) هو لاعب كرة قدم بريطاني في مركز الوسط. لعب مع برادفورد سيتي ووست بروميتش ألبيون ونادي غيتزهد.

## وصلات خارجية
- غاري روبسون على موقع قاعدة بيانات كرة القدم.إي يو (الإنجليزية)